# Ludwig Bäumer
Ludwig Bäumer (* 1. September 1888 in Melle; † 28. August 1928 in Berlin) war ein deutscher Schriftsteller und Kommunist.
Bäumer studierte nach dem Abitur in Hannover Rechtswissenschaften in Marburg und Göttingen, brach das Studium 1910 jedoch ab und ging in die Künstlerkolonie Worpswede. Hier freundete er sich mit dem Künstler Heinrich Vogeler und dessen Frau Martha an. In der Folgezeit entwickelte sich zwischen Bäumer und Martha Vogeler eine intensive Liebesbeziehung, die bis 1919 anhielt.
Ludwig Bäumer war Mitarbeiter von Franz Pfemfert bei dessen Zeitschrift Die Aktion, in der eine Reihe expressionistischer Gedichte von ihm erschienen. Am Ersten Weltkrieg nahm er als Unteroffizier teil, wandelte sich dann jedoch zum Kriegsgegner und war während der Novemberrevolution in Bremen als kommunistischer Politiker aktiv. Er unterzeichnete – zusammen mit Albert Ehrenstein, Julius Talbot Keller, Karl Otten, Franz Pfemfert, Heinrich Schaefer, Hans Siemsen, Carl Zuckmayer – den am 16. November 1918 in der Aktion veröffentlichten Aufruf der Antinationalen Sozialisten-Partei (A.S.P.) zur sozialistischen Weltrevolution. Ende 1918 war er Delegierter auf dem Gründungsparteitag der KPD in Berlin. Im Januar 1919 wurde er Mitglied des Rates der Volksbeauftragten der Bremer Räterepublik, nach deren Niederschlagung er in Haft saß. Im Juni 1919 trat Ludwig Bäumer aus der KPD aus. 1919 erschien seine Schrift Das Wesen des Kommunismus. 1920 schuf Kurt Schwitters ein MERZ-Porträt von ihm.
Bäumer wohnte bis 1922 in Worpswede, zuletzt als Geschäftsführer eines Lokals. 1922 heiratete er Romaine Taylor-Wagenseil, mit der er 1923 nach Bayern zog. Später lebte er als freier Schriftsteller in München und Berlin. 1927 malte Christian Schad sein Porträt. Ludwig Bäumer starb am 28. August 1928 durch Selbstmord in Berlin.

## Veröffentlichungen
- Das Wesen des Kommunismus, Paul Steegemann Verlag, Hannover (1919)